# Piero Melograni
Piero Melograni (Roma, 15 novembre 1930 – Roma, 27 settembre 2012) è stato uno storico, saggista e scrittore italiano.

## Biografia
Laureatosi a Roma, sua città natale, Melograni raggiunse notevoli risultati presso le Università di Napoli e di Washington, ottenendo riconoscimenti e borse di studio. Iscrittosi al Partito Comunista Italiano dal 1946, ne uscì con altre cento persone, tutti firmatari del Manifesto dei 101, edito in aperta polemica contro le decisioni della dirigenza comunista italiana verso la repressione sovietica in Ungheria nel 1956. Lascia la politica per circa un trentennio e si dedica all'attività accademica.
Per un quarto di secolo, dal 1971 al 1996, è docente di storia contemporanea all'Università di Perugia. Affianca all'attività di docente la produzione di numerosi saggi e volumi. Nel 1976 cura per l'editore Laterza la Intervista sull'antifascismo di Giorgio Amendola. Uscito pochi mesi dopo l'Intervista sul fascismo di Renzo De Felice, il volume rileggeva la storia dell'antifascismo in Italia e del rapporto della sinistra italiana con le forze politiche avversarie (la serie delle Interviste era iniziata nel 1974 con la nota Intervista politico-filosofica di Lucio Colletti).
Torna alla vita politica nel 1995 prendendo parte alla Convenzione Liberale del radicale Marco Taradash, fino ad essere eletto deputato alla camera nel 1996 come indipendente nelle liste di Forza Italia. Nell'arco di quella legislatura fu incaricato, assieme ad altri sessanta saggi di tutta la UE, di scrivere la Carta dei diritti fondamentali dell'Unione europea. Nel 2006 ha dato alle stampe una fortunata traduzione de Il Principe in italiano moderno. Negli ultimi anni ha collaborato con il Sole 24 Ore, e Quotidiano Nazionale.

È morto nel 2012 all'età di 81 anni.

## Vita privata
Fratello di Carlo Melograni, nel 2007 ha sposato la giornalista Paola Severini, che oggi cura l’archivio storico a lui intitolato.

## Opere
- Storia politica della grande guerra 1915/1918, Bari, Laterza, 1969. - Collana Oscar Storia, Mondadori, prima edizione 1998, ristampa 2015.
- Gli industriali e Mussolini. Rapporti tra Confindustria e fascismo dal 1919 al 1929, Milano, Longanesi, 1972.
- Saggio sui potenti, Collana Saggi tascabili, Bari, Laterza, 1977.
- Rapporti segreti della polizia fascista. Per la prima volta pubblicate le relazioni dell'OVRA sull'ordine pubblico a Milano tra il 1938 e l'inizio della guerra, Bari, Laterza, 1979.
- Introduzione al volume di Gustave Le Bon, Psicologia delle folle, Milano, Longanesi, 1980.
- Fascismo, comunismo e rivoluzione industriale, Collana Saggi tascabili, Bari, Laterza, 1984.
- Il mito della rivoluzione mondiale. Lenin tra ideologia e Ragion di Stato 1917-1920, Collana Saggi tascabili, Bari, Laterza, 1985.
- Guida alla tesi di laurea. Scelta dell'argomento, ricerche, schede, stesura, esame, Milano, BUR, 1993.
- Dieci perché sulla Repubblica. Per capire l'Italia dal 1943 a oggi, Milano, Rizzoli, 1994.
- La modernità e i suoi nemici, Milano, Mondadori, 1996.
- Presentazione del volume di Giovanni Murru, Via Cesari n. 8. Storia, storiografia, fascismo, CUEC, 1999.
- Riscrivere i diritti in Europa, AA.VV., Il mulino contemporanea, 2001.
- WAM. La vita e il tempo di Wolfgang Amadeus Mozart, Roma-Bari, Laterza, 2003.1
- La Guerra degli italiani 1940-1945 (+4 cd), Roma, Istituto Luce, 2004.
- Le bugie della storia, Milano, Mondadori, 2006.
- Toscanini, Milano, Mondadori, 2007. In uscita la nuova edizione 5 dicembre 2018, Oscar Mondadori.
- Italia in guerra. 10 giugno 1940, Venezia, Marsilio, 2010, ISBN 978-88-31-70735-0.

### Curatele
- Corriere della Sera (1919/1943). Antologia, Bologna, Cappelli, 1965.
- Giorgio Amendola, Intervista sull'antifascismo, Collana Saggi tascabili, Bari, Laterza, 1976.
- La paura della modernità (opposizioni e resistenza allo sviluppo industriale), Cedis, 1987.
- La Famiglia Italiana dall'Ottocento ad oggi, Bari, Laterza, 1988.
- Le rivoluzioni del benessere, Bari, Laterza, 1988.
- Niccolò Machiavelli, Il Principe, versione in italiano contemporaneo di P. Melograni, Milano, BUR, 1991. - Collana Oscar, Mondadori, 2013

## Produzione video
- Combat Film (Istituto Luce)
- Il viaggio di Hitler in Italia (Istituto Luce)
- La storia del fascismo (Rai Trade)
- La seconda guerra mondiale (Rai Trade)